# 白河街
白河街為臺灣日治時期1943年至1945年間存在之行政區，轄屬臺南州新營郡。其原為1920年10月成立的白河庄，自1943年10月升格為白河街。現今為臺南市白河區。

## 介紹

### 更名
1920年8月10日的地方制度改正公告中，白河街最初被名為「店口庄」，庄役場位於「店口」。同月21日，更名為「白河庄」。「白河」之名是來自於白河庄內的白水溪，其自關子嶺溫泉的上游流向西南方的平原。出身熊本市的初任白河庄長五十里子之作認為「店口」之名過於貧弱且有舊體制的感覺，其將白水溪聯想到亦位於熊本市內的「白川」。熊本市的白川流經市內東部阿蘇山的溫泉地帶，之後亦流向西南方的平原；且因熊本市內以前有稱為白川町的町名，其於當市內有優秀的政經地位。因白水溪與白川的相似性，故改為此名。

### 白河都市計畫
白河街過去的街道狹窄，多處建築遭受蟻害而腐朽，且排水設備不完備，使得保健衛生狀況不甚良好。1941年中埔地震造成白河庄多處死傷和建築毀壞，為了震災後的復興，首先派遣了調查測量員進行街道的量測，懸宕多年的白河都市計畫因此在1943年2月15日通過。

## 行政區劃
白河街白河自日治時期以來皆為附近地方的行政中心，在此曾設有店仔口辨務署、憲兵屯所。白河街的行政區劃在1901年屬於鹽水港廳店仔口支廳，其在1909年改制為嘉義廳店仔口支廳，而店仔口支廳的廳舍即位於店仔口街。白河街在當時的範圍包含以下街庄：
- 哆囉嘓東下堡之六重溪庄、關仔嶺庄、白水溪庄
- 哆囉嘓西堡之糞箕湖庄、崁仔頭庄
- 下茄苳北堡之海豐厝庄、大排竹庄、詔安厝庄、蓮潭庄
- 下茄苳南堡之竹仔門庄、埤仔頭庄、店仔口街、頂秀祐庄、下秀祐、客內、馬稠後[2]

1920年10月1日，台灣的行政區劃改制為州廳制，店仔口改名為白河，「白河庄」亦因此設立。白河庄轄域內分為白河、六重溪、關子嶺、白水溪、海豐厝、大排竹、竹子門、埤子頭、頂秀祐、下秀祐、客庄內、馬稠後、詔安厝、蓮潭、糞箕湖、崁子頭等16個大字。埤子頭大字下有「埤子頭」、「五汴頭」小字名，糞箕湖大字下有「木履寮」、「糞箕湖」小字名。

## 人口
1942年12月的人口數為25,808人，戶數為4,483戶。

## 產業
工業部分，白河街仙草埔有優良的石灰岩原料，在台灣糖業聯合會主導下，每天約有2,000人在枕頭山開採石灰岩。而為了運送開採的礦物，計畫將明治製糖烏樹林線延伸到仙草埔。帝国石油在六重溪設鑛場試掘所。

## 設施
- 白河庄役場
- 新營郡警察課白河分室
- 白河郵便局
- 新營郡水利組合駐在所
- 白河信用組合
- 白河公園（白河商工現址）

## 學校
- 白河小學校（白河國民學校）
- 白河公學校（白河西國民學校）
- 海豐厝公學校（玉厝國民學校）
  - 內角分教場
- 關子嶺公學校（關嶺國民學校）
  - 仙草埔分教場
- 竹子門公學校（竹門國民學校）
- 內角公學校（內角國民學校）

## 主要會社
- 台灣生藥株式會社竹子門農場
- 台灣新興產業株式會社竹子門工場
- 帝國石油會社六重溪鑛場
- 臺灣電力株式會社白河保線所
- 臺灣電力株式會社白河散宿所
- 新營自動車株式會社白河營業所
- 白河拓殖合資會社
- 明治製糖株式會社白河駐在所
- 明治製糖株式會社海豐厝駐在所
- 關子嶺興業株式會社
- 興南合資會社
- 東興合資會社

## 名所舊跡
- 關子嶺溫泉
- 水火同源
- 陸軍演習場，一年有數十次的軍隊及中等學校學生演習活動[1]